# 오오츠카 아키오
오오츠카 아키오(일본어: 大塚明夫, 1959년 11월 24일~)는 일본의 남자 성우이자 배우다. 성우 오오츠카 치카오의 아들이다. 
그가 성우가 된 계기는 아버지가 그가 일반적인 직장을 가질 예상과 반대로 배우의 길을 걷게 되자 목소리가 단련되었다고 생각될 때, 성우 한 번 해 보지 않겠냐는 말과 함께 그를 에자키 프로덕션의 사장에게 데려가서 오디션을 보게 한 게 계기라고 한다.

## 특징 및 인물
- 중후란 목소리로 미중년을 연기하지만, 쌍둥이나 1인 2역도 잘 하는 편이다.

- 코믹 연기에도 능한데, 대표적인 게 닌자보이 란타로의 야마다 덴조다.

- 여담으로 아버지가 연기에 몰두하고 집에 잘 안 들어오는 게 원망스러워서 장래희망에 '회사원이 되어 주말마다 아이들을 놀이공원에 데려가겠다' 라고 써 놓은 적이 있다.

- 2017년 1월에 소속사 측의 공지로 일반인 여성과 재혼했음이 알려졌다. 기존 배우자는 소우미 요코였고 2005년 결혼했었다가 3년 후 이혼했다.

- 한국 성우 중 정승욱과 신성호, 민응식, 안장혁, 정의한과 배역이 겹친다.

- 후배 나카무라 유이치와 스기타 토모카즈가 라디오 방송에서 언급하길, 사무소 후배들에게는 군기반장이어서 엄격하게 대하긴 하지만, 현장에서 만나는 후배들에겐 믿음직하고 상냥한 선배라고 한다.

## 출연작

### 텔레비전 애니메이션
- 개구리 중사 케로로 - 가루루 중위
- 신비한 바다의 나디아 - 네모 선장
- 꾸러기 수비대 - 에이허브 선장
- 천사소녀네티 - 아스카 반장
- 원피스 - 마샬 D. 티치
- 마법기사 레이어스 - 공신 윈덤
- 요리왕 비룡 - 초유
- 이누야샤 - 투아왕
- 풀 메탈 패닉! - 안드레이 세르게이비치 칼리닌
- 학교괴담 - 대요마
- 블리치 - 쿄라쿠 슌스이
- 나의 히어로 아카데미 - 선생
- 블랙잭 - 블랙잭
- 비스타즈(BEASTARS)]] - 고힌

### 극장판 애니메이션
- 크리스마스에 기적을 만날 확률 - 이샤
- 감바의 대모험 - 요이쇼
- 학살기관 - 록웰 대령
- 기동전사 건담 디 오리진V: 격돌 루움 전투 - 내레이션
- 기동전사 건담 디 오리진 Ⅵ: 탄생 붉은 혜성 - 내레이션
- 극장판 일곱 개의 대죄: 천공의 포로 - 조리아
- 코드 기아스 부활의 를르슈 - 포그너
- 짱구는 못말려 극장판: 신혼여행 허리케인 ~사라진 아빠~ - 불도저 조니
- 한마 바키 VS 켄간 아슈라
- 배트맨 닌자 대 야쿠자 리그 - 아쿠아맨

### 영화
- 극장판 파워레인저 갤럭시포스 VS 스페이스 스쿼드
- 리:본 - 팬텀

### 게임
- 록맨 X7 - 레드